# Accident du Tupolev présidentiel du Mozambique
L'accident du Tupolev présidentiel du Mozambique a eu lieu le 19 octobre 1986, lorsqu'un Tupolev Tu-134, appartenant à la République populaire mozambicaine et transportant le président Samora Machel et 43 autres personnes depuis Mbala, en Zambie, vers la capitale mozambicaine, Maputo, s'est écrasé à Mbuzini, en Afrique du Sud. Neuf passagers et un membre d'équipage ont survécu à l'accident, mais le président Machel et 33 autres personnes sont décédées, dont plusieurs ministres et fonctionnaires du gouvernement mozambicain.
Une commission d'enquête a reproché au capitaine de ne pas avoir réagi au système d'avertissement de proximité au sol. D'autres ont affirmé que l'équipage avait réglé les récepteurs VOR à la mauvaise fréquence et qu'il recevait donc des signaux d'un autre aéroport, ou même qu'une fausse balise avait été installée pour attirer l'avion hors de la trajectoire. Alors que l'on soupçonnait largement que le régime d'apartheid de l'Afrique du Sud était impliqué dans le crash, aucune preuve concluante n'est apparue.

## Contexte politique

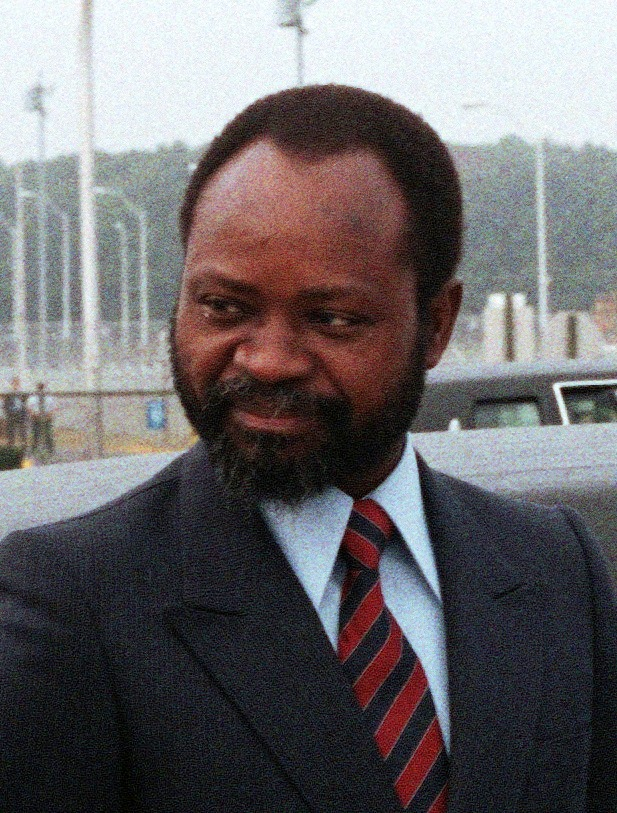
Président Samora Machel.

Le crash s'est produit au cours des dernières années du gouvernement de la minorité blanche d'Afrique du Sud. L'Afrique du Sud à l'époque a financé un grand nombre d'organisations rebelles dans les pays voisins pour éviter l'émergence de gouvernements communistes. Le pays était soumis à de lourdes sanctions en raison des pressions de la communauté internationale en faveur de l'abolition de l'apartheid. L'Afrique du Sud était également connue pour son appareil de sécurité élaboré qui était très efficace dans son travail contre les menaces terroristes et militaires.

### 1984
La réunion du Conseil de sécurité de l'État sud-africain (SSC) en janvier 1984 a rendu compte d'une discussion de leur groupe de travail mozambicain, dont faisait partie le général Jac Buchner et le major Craig Williamson. Au cours de celle-ci, une aide à la RENAMO rebelle était envisagée comme un moyen de renverser le gouvernement communiste FRELIMO du Mozambique. Plus tard, la CVR (en anglais : Truth and Reconciliation Commission) a inclus cette note comme preuve circonstancielle dans son rapport sans conclusions.
Le 16 mars 1984, l'accord de Nkomati a été signé à Komatipoort entre l'Afrique du Sud et le Mozambique. Une clause de cet accord interdit le soutien de groupes de résistance tiers. En commentaire de l'accord, le ministre sud-africain des Affaires étrangères Pik Botha a reconnu dans une interview télévisée à la SABC que l'Afrique du Sud avait par le passé offert un soutien limité à la RENAMO[réf. nécessaire].

### 1986
Le 7 octobre 1986, le général sud-africain Magnus Malan a vivement critiqué le Mozambique pour avoir prétendument autorisé des terroristes à entrer en Afrique du Sud depuis son territoire. Les États de la Frontline States ont convoqué une réunion d'urgence à Maputo le 12 octobre pour faire face à une incursion d'agents de la RENAMO en provenance du Malawi. L'Afrique du Sud et le président Banda du Malawi ont été dénoncés comme menant une campagne terroriste contre le Mozambique. Malan a répondu le 15 octobre en avertissant les dirigeants de la Frontline qu'ils partageraient les conséquences des attaques terroristes de l'ANC. Le Mozambique a ensuite cité les remarques de Malan comme preuve de l'implication de l'Afrique du Sud dans le crash aérien.
Le dimanche 19 octobre, trois dirigeants de la Frontline, Machel, Kenneth Kaunda et Eduardo dos Santos se sont rencontrés à Mbala, en Zambie, pour confronter le président zaïrois Mobutu Sésé Seko au sujet de son acheminement de fonds vers l'UNITA, qui était en alliance avec l'Afrique du Sud.

## Avion et équipage
L'avion utilisé pour transporter Machel ce jour-là, un Tupolev Tu-134 immatriculé C9-CAA, été fabriqué par Tupolev en 1980 selon les spécifications du Mozambique. Il avait volé environ 1 100 heures de vol depuis le premier vol et avait subi sa dernière inspection majeure en août 1984 en URSS. Les documents d'entretien indiquaient une maintenance correcte et les données récupérées depuis l'enregistreur numérique de données de vol (DFDR) montraient que l'avion et tous ses systèmes fonctionnaient normalement.
L'équipage était composé de cinq personnes, le capitaine Yuri Viktorovich Novodran (48), le copilote Igor Petrovich Kartamyshev (29), le mécanicien de bord Vladimir B. Novoselov (âge inconnu), le navigateur Oleg Nikolaevich Kudryashov (48) et l'opérateur radio Anatoly Shulipov (39), tous employés de l'URSS exploitant l'avion pour le gouvernement mozambicain. Ils avaient une grande expérience du vol de jour et de nuit au Mozambique et des atterrissages à l'aéroport de Maputo,.

## Accident
Toutes les heures de cet article sont locales (UTC + 2).
Le matin du 19 octobre, Machel est monté à bord de l'avion à Maputo, et après un arrêt de ravitaillement à Lusaka en Zambie, est arrivée à Mbala à 11 h 00. Après la rencontre avec Kaunda et Dos Santos, Machel et son groupe sont montés à bord de l'avion et ont quitté Mbala à 18 h 38 pour un retour sans escale à Maputo. Les prévisions météorologiques pour le vol étaient favorables, avec une heure d'arrivée estimée à 21 h 25.

### Début de descente et virage à 37°
À 20 h 46, le vol a établi son premier contact radio avec Maputo Air Traffic Control (ATC), signalant sa position et qu'il se dirigeait vers la balise de navigation Maputo VHF Omnidirectional Range (VOR) tout en maintenant une altitude de 35 000 pieds (10 668 m). À 21 h 02, l'équipage a annoncé par radio qu'il était prêt à commencer la descente et, après avoir reçu l'ordre du contrôleur de Maputo de se signaler quand il atteindrait 3 000 pieds ou lorsque les feux de piste seraient en vue, il commença sa descente pour une approche ILS de la piste 23.
Au cours des huit minutes suivantes, l'avion a maintenu sa trajectoire requise vers Maputo avec de légères déviations latérales. Puis, à 21 h 10, l'avion a amorcé un virage à partir de Maputo vers la droite, d'une durée de près d'une minute et a entraîné un changement de cap de 184° magnétique à 221°. À ce moment, le enregistreur de vol (CVR) a enregistré le navigateur indiquant une distance restante de 100 km jusqu'à Maputo, puis un commentaire du capitaine sur le virage, et la réponse du navigateur que le « VOR indique de cette route ».
Vers 21 h 15, le navigateur a déclaré que la distance jusqu'à Maputo était de 60 km. Au cours des minutes suivantes, l'équipage a fait plusieurs commentaires indiquant qu'il croyait que les aides à la navigation à Maputo n'étaient pas disponibles. Le commandant de bord a déclaré qu'« il n'y a pas Maputo » et « l'alimentation électrique est coupée, chaps ! » ; tandis que le navigateur rapportait que le système d'atterrissage aux instruments (ILS) et l'équipement de mesure de distance (DME) étaient éteints et que les balises non directionnelles (NDB) ne fonctionnaient pas.

### Autorisation d'atterrissage et crash
Peu après 21 h 18, l'avion a atteint 3 000 pieds (914 m) dans sa descente et l'équipage a informé le contrôleur de Maputo qu'il maintenait cette altitude. Cependant, l'avion a continué de descendre[réf. nécessaire]. Le contrôleur de Maputo a accordé l'autorisation au vol pour une approche ILS de la piste 23, mais après que l'équipage a signalé l'ILS hors service, le contrôleur a changé l'autorisation pour une approche visuelle de la piste 05. Pendant ce temps, le navigateur a indiqué que la distance de Maputo était de 25–30 km. Le commandant de bord a remarqué que quelque chose n'allait pas et le copilote a déclaré que la piste n'était pas éclairée.
L'équipage a contacté, par radio, le contrôleur de Maputo et lui a demandé de « vérifier vos feux de piste ». Vers 21 h 21, le navigateur a indiqué la portée de Maputo à 18–20 km et le vol a réitéré sa demande à Maputo de vérifier les feux de piste. En atteignant une altitude de 2 611 pieds (796 mètres) sol, le système d'avertissement de proximité du sol (GPWS) a sonné et est resta actif, et bien que le capitaine ait maugrée, la descente s'est poursuivie.
Au cours des vingt-deux dernières secondes du vol, l'équipage a envoyé encore deux questions à Maputo sur les feux de piste, affirmant qu'ils n'étaient pas en vue, ce qui a finalement été reconnu par le contrôleur de Maputo. Pendant ce temps, le capitaine a déclaré « nuageux, nuageux, nuageux » et le navigateur s'est exclamé « non, non, il n'y a nulle part où aller, il n'y a pas de NDB, rien! ». Le capitaine a ensuite ajouté « Ni NDB, ni ILS ! ». Ce furent les derniers mots enregistrés sur le CVR. L'avion a percuté le terrain pour la première fois à 21 h 21 min 39 s environ 65 km à l'ouest de Maputo dans une région vallonnée à une altitude de 2 185 pieds (666 mètres). Au moment de l'accident, la nuit était très sombre, quelques minutes avant le lever de lune. Le dernier bulletin météo transmis à l'avion indiquait 10 km de visibilité avec une couverture nuageuse de 3/8 (légèrement nuageux) à 1 800 pieds (549 mètres).

### Recherche et sauvetage
Après avoir été incapable de contacter le vol par radio, le contrôleur de Maputo a alerté les autorités et les unités militaires mozambicaines préparées pour la recherche et le sauvetage. Étant donné que la dernière communication radio avec l'appareil avait eu lieu quatre minutes avant son heure d'arrivée prévue, la zone de recherche initiale a été définie autour de Maputo. Pendant le reste de la nuit et tôt le matin, des hélicoptères ont effectué des missions de recherche pour tenter de retrouver l'avion manquant. En outre, une recherche maritime dans la baie de Maputo a été effectuée, sans succès.
Le lieu réel de l'accident se trouvait dans un coin éloigné et inaccessible de l'Afrique du Sud à environ 150 m de la frontière mozambicaine. L'aile gauche a heurté un arbre et l'avion s'est brisé avant de descendre une colline, répartissant l'épave sur un champ de débris de 846 m de longueur. Un policier a été alerté vers 23 h 00 par un villageois de Mbuzini, et le premier intervenant sur les lieux était un membre du poste de police de Komatipoort, arrivé à 23 h 40. Le premier personnel médical est arrivé sur le site à 01 h 00. Peu après 04 h 00, un hélicoptère et une équipe médicale de la base des Forces aériennes sud-africaine de Hoedspruit sont arrivés et ont évacué les survivants à l'hôpital de Nelspruit.
Des cinq membres d'équipage du cockpit, seul le mécanicien navigant a survécu. Les quatre membres d'équipage de cabine mozambicains ont été mortellement blessés, tout comme 26 des 35 passagers. Selon l'autopsie réalisée par un pathologiste sud-africain, Machel est décédé instantanément. Outre Machel, on compte parmi les morts le savant et diplomate marxiste Aquino de Bragança, le successeur éventuel de Machel, Fernando Honwana, le secrétaire de presse Muradali Mamadhussein, le photo-journaliste Daniel Maquinasse et le ministre des Transports Alcantara Santos. Un survivant est mort de ses blessures, deux mois et demi après le crash.

## Réactions
Pik Botha s'est rappelé plus tard avoir été alerté de l'accident à 04 h 30 par un appel téléphonique du ministre de la Justice et de l'Ordre, Louis le Grange, qui a déclaré que 30 à 40 personnes à bord avaient été tuées et Machel apparaissait parmi les morts. Selon Pik Botha, il a téléphoné et a informé le président de l'État PW Botha ; ils ont tous deux convenu que, compte tenu de la sensibilité de la situation, Pik Botha devrait accompagner les autorités enquêtant sur le site du crash. À 6 h 50, l'Afrique du Sud a d'abord informé le gouvernement mozambicain qu'un avion en direction de Maputo s'était écrasé sur le territoire sud-africain près de la frontière.
Au Mozambique, les premières indications de la tragédie ont eu lieu à 08h30 sur Radio Mozambique avec une musique funéraire. Quelques minutes plus tard, Marcelino dos Santos, membre du parti au pouvoir, le FRELIMO, a lu une déclaration selon laquelle l'avion du président Machel n'était pas arrivé à Maputo comme prévu la veille au soir. Dos Santos a déclaré que les autorités analysaient la situation et a appelé les gens à rester calmes et vigilants. Le ministre mozambicain de la Sécurité, Sérgio Vieira, s'est rendu, avec Pik Botha, à Mbuzini et sur les lieux du crash. Il a personnellement identifié le corps de Machel.
Le FRELIMO a publié un deuxième communiqué ce soir-là, confirmant la mort de Machel. Il n'a pas directement accusé l'Afrique du Sud, mais a laissé entendre que l'accident était d'origine criminelle. Alors qu'au cours des jours et des semaines qui ont suivi, les responsables du gouvernement mozambicain continueraient de s'abstenir de déclarations manifestes de complicité sud-africaine nombreux autres dirigeants africains ont déclaré catégoriquement que le gouvernement de l'apartheid était responsable. Des violences ont éclaté à Harare, au Zimbabwe, lorsque des voitures conduites par des blancs ont été attaquées par des manifestants en colère, ce qui a provoqué une réprimande éditoriale au Mozambique qui a déclaré que Machel s'était engagé dans une Afrique non raciale.
Après une chapelle ardente à l'hôtel de ville de Maputo, les funérailles de Machel ont rassemblé plus de 100 délégations étrangères, le 28 octobre. Il fut loué comme un combattant décédé dans la lutte contre l'apartheid, des banderoles dans la foule faisant référence à une implication sud-africaine dans le crash.

## Enquête

### Sur le site du crash
Sur place, la police sud-africaine a localisé et assuré la garde de l'enregistreur vocal du poste de pilotage (CVR) et de l'enregistreur de données de vol (FDR) (l'avion était équipé d'enregistreurs numériques et magnétiques). Selon Pik Botha, cela était dû à des soupçons selon lesquels ils auraient pu être falsifiés. L'accès des médias au site était limité à une équipe de SABC-TV. Des autopsies n'ont été effectuées que sur les quatre membres d'équipage de pilotage morts et trois autres. Les corps sont rapatriés au Mozambique sans l'approbation de la SACAA.
À son arrivée, le ministre mozambicain Sérgio Vieira a demandé que les documents extraits de l'avion lui soient remis. Le commissaire de police sud-africain, Johann Coetzee, en avait déjà fait des copies et les documents furent transférés à Vieira.
Conformément à la loi sud-africaine sur le contrôle aérien, les accidents d'avion doivent faire l'objet d'une enquête par le ministère des Transports sud-africain. Ainsi, Pik Botha a consulté Hendrik Schoeman du ministère des Transports, une fois la mort de Machel confirmée. Après que Botha et Schoeman aient visité le site de l'accident, Botha a cité les circonstances spéciales et d'autres protocoles internationaux comme raisons de s'impliquer.

### Coopération
Le 6 novembre, lors d'une conférence de presse, Botha a annoncé qu'un document récupéré dans l'avion révélait un complot mozambicano-zimbabwéen visant à renverser le gouvernement malawien. Le 14 novembre 1986, les trois équipes internationales ont signé un protocole de confidentialité car les annonces sélectives de Botha tendaient les relations entre les équipes et les gouvernements. Néanmoins, Botha a rapporté, le 24 novembre 1986, au journal Beeld qu'il avait écouté les enregistrements du contrôle de la circulation aérienne de Maputo et étudié leur transcription. Il les avait acquis auprès d'un représentant des affaires étrangères de l'équipe sud-africaine.
La directrice Renee van Zyl du Bureau sud-africain de l'aviation civile a signifié une ordonnance à Botha et à la police sud-africaine. Ellee a reçu les deux enregistreurs à 15 h 45 le 11 novembre 1986. Le 24 octobre, une délégation soviétique et mozambicaine de 26 membres s'est rendue de Maputo à Komatipoort pour rejoindre l'équipe sud-africaine enquêtant sur l'accident. Finalement, un accord a été conclu pour que des représentants de l'Afrique du Sud, du Mozambique et de l'Union soviétique examinent conjointement les bandes CVR sous les auspices de la Suisse à Zurich.

### Commission d'enquête

#### Formation
Selon l'Afrique du Sud, des démarches ont été faites auprès du National Transportation Safety Board des États-Unis et de la British Air Accidents Investigation Branch pour demander une assistance officielle dans l'enquête, mais les deux agences n'étaient pas disposées à s'impliquer individuellement. Pik Botha déclarera plus tard que sur sa recommandation, en raison des soupçons croissants de culpabilité sud-africaine dans l'accident, les services de trois personnes étrangères ont été obtenus, et ces personnes sont devenues trois des six membres de la commission d'enquête. Ces personnes étaient: Frank Borman, ingénieur en aéronautique, ancien pilote d'essai américain, astronaute et PDG d'Eastern Air Lines, Geoffrey Wilkinson, ancien chef de la Direction des enquêtes sur les accidents aériens du ministère britannique des Transports, et Sir Edward Eveleigh, ancien Lord Juge d'appel et membre du British Privy Council.
Les trois membres sud-africains de la commission étaient JJS Germishuys, ancien commissaire sud-africain à l'aviation civile, Pieter van Hoven, président de la Airlines Association of South Africa et Cecil Margo, membre de la Cour suprême sud-africaine. L'enquête était dirigée par ca dernier qui avait déjà participé à plusieurs autres enquêtes sur des accidents d'avions de haut niveau. Les membres de la commisson ont participé à la première phase l'enquête et ont organisé des audiences publiques à la Cour suprême de Johannesburg du 20 janvier au 26 janvier 1987. Le conseil s'est ensuite retiré pour analyser les preuves et tirer des conclusions.

#### Analyse
Le bureau a conclu que le virage à 37° avait été exécuté par le navigateur en utilisant le mode de navigation Doppler du pilote automatique qui, une fois réglé, maintenait le cap souhaité tout en corrigeant la dérive du vent. Le navigateur a effectué ce virage après avoir vu le signal VOR indiquant que l'avion avait intercepté le VOR radial à 45° de Maputo, l'axe sur lequel l'équipage avait l'intention de tourner et de s'approcher pour un atterrissage sur la piste 23. Cependant, le virage a en réalité mis l'avion sur une trajectoire suivant une radiale à 45° depuis la balise VOR de l'aéroport de Matsapa, au Swaziland.
Écartant la possibilité d'une fausse balise VOR, dont une analyse était incluse dans une annexe, la commission a estimé probable que l'équipage de vol ait par inadvertance réglé le premier des deux récepteurs VOR à bord sur la fréquence VOR de Matsapa. Cette erreur a été rendue plus probable en raison de la mauvaise conception des instruments, de l'absence de rétro-éclairage des fréquences sélectionnées, du fait que les deux fréquences étaient inhabituellement proches, 112,7 MHz pour Maputo et 112,3 MHz pour Matsapa, et de la similitude entre les chiffres « 7 » et « 3 » sur l'instrumentation soviétique.
Le conseil a estimé qu'il était "très probable" qu'après le virage, le commandant de bord ait réglé à nouveau la fréquence ILS du premier récepteur VOR, l'instrument ayant été retrouvé dans cet état après le crash. Pour les dernières étapes du vol, l'avion ne suivait aucun signal VOR ; au lieu de cela, le pilote automatique suivait le cap de 221° que le navigateur avait défini plus tôt pendant le virage[pas clair] . Les réglages post-accidentels du deuxième récepteur VOR ont montré qu'il affichait la position de l'avion par rapport à Maputo et était correctement réglé sur la fréquence VOR de Maputo, mais n'était apparemment pas utilisé pour guider le pilote automatique ni surveillé par l'équipage.
L'hypothèse erronée initiale du capitaine selon laquelle Maputo avait subi une panne électrique n'a jamais été reconsidérée par l'équipage, malgré la preuve du contraire. Tout au long de la descente, l'équipage était en contact radio avec le contrôleur de Maputo, qui avait donc de l'électricité et les générateurs de secours étaient des équipements standards pour les systèmes d'aide à la navigation dans les aéroports. La commission a déterminé que toutes les aides à la navigation à Maputo fonctionnaient au moment de l'accident, bien que l'avion volait trop loin et trop bas pour recevoir les signaux ILS et NDB. En annonçant la distance restante à Maputo, le navigateur faisait apparemment référence au système de navigation Doppler, qui n'était pas précis, plutôt qu'à l'équipement DME disponible à bord qui affichait correctement la distance jusqu'à la balise Maputo DME.
L'équipage a été critiqué pour n'avoir effectué, dans le poste de pilotage, aucun élément de check-list ni aucune identification d'aide à la navigation, ainsi que pour ses distractions et conversations non essentielles pendant la descente vers Maputo. Du fait de ne pas avoir annoncé aux autres membres d'équipage quelles aides à la navigation étaient utilisées, ou les valeurs des fréquences fixées, les erreurs ne pouvaient pas être corrigées par d'autres par le biais de "recoupements". Pour la commission, l'équipage relativement important du poste de pilotage aurait dû travailler en équipe bien intégrée. Le jury a conclu que « manifestement ils ne l'avaient pas fait ».
Le comité a constaté que l'utilisation d'une phraséologie non standard entre le contrôleur de Maputo et l'équipage a semé la confusion quant à l'état du signal ILS et au bon fonctionnement des feux de piste. Les demandes répétées de l'équipage de conduite de « vérifier les feux de piste » ont été interprétées par le contrôleur, sur la base de l'utilisation du mot « check » (« vérifier ») dans l'aviation civile, comme une confirmation par l'équipage qu'il avait les feux de piste en vue. L'avion n'avait pas fait le plein à Mbala avant le départ et n'avait pas assez de carburant pour atteindre l'aéroport alternatif prévu à Beira , au Mozambique, lorsqu'il a atteint Maputo. Cela a peut-être considérablement accru la pression sur l'équipage pour qu'il poursuive l'approche à l'atterrissage vers Maputo malgré les difficultés rencontrées.
Bien que le contrôleur de Maputo n'ait spécifiquement autorisé l'avion à ne descendre que jusqu'à 3 000 pieds (914 mètres) avant que les feux de piste soient en vue, la descente se poursuit en dessous de cette hauteur à un taux de 500 pieds par minute (150 m/s), sans que les feux de piste ne soient visibles, dans l'obscurité et dans des conditions partiellement nuageuses. La seule réaction à l'avertissement de proximité du sol, qui a retenti pendant 32 secondes, une exclamation « Merde ! » du capitaine et un très léger cabré de l'avion. Le bureau a conclu que même quelques secondes avant l'impact, si l'équipage avait effectué les procédures requises pour une alerte de ce type lors du survol d'un terrain accidenté ou inconnu, en soulevant rapidement le nez et augmentant la puissance, cela aurait empêché le crash. Le commandant de bord a été pointé du doigt par le jury pour sa décision de poursuivre la descente sans aucune référence au sol et avec la conviction que toutes les aides à la navigation à Maputo ne fonctionnaient pas, au lieu de grimper à l'altitude de sécurité minimale publiée pour la zone de Maputo de 3 600 pieds (1 097 mètres) et vérifier sa position à l'aide d'autres aides disponibles, y compris son radar.

#### Résultats
La commission d'enquête a déterminé que : 
« La cause probable de l'accident est que l'équipage n'a pas suivi les exigences de la procédure pour une approche aux instruments, mais a continué à descendre selon les règles de vol à vue dans l'obscurité et avec quelques nuages dans la zone, c'est-à-dire sans avoir aucun contact visuel avec le sol, en dessous de l'altitude minimale de sécurité et de l'altitude minimale assignée pour cette approche, et a en outre ignoré l'alarme du GPWS. »
En outre, le conseil a émis cinq recommandations de sécurité qui couvraient l'utilisation et la formation périodique en terminologie approuvée dans les communications ATC pour les équipes au sol et comme en vol, la surveillance de la conformité de l'équipage avec les procédures établies, une proposition visant à ce que les CVR conservent un enregistrement de la dernière heure de vol, plutôt que de 30 minutes, et l'importance de maintenir les aides à la navigation aux normes internationales.
Le rapport final a été approuvé à l'unanimité par les six membres de la commission et soumis au ministre sud-africain des Affaires de Transport, le 2 juillet 1987.

### Version du Mozambique
La délégation mozambicaine, représentant l'État d'immatriculation de l'aéronef, avait le droit, par traité international, d'examiner un exemplaire préliminaire du rapport et de soumettre ses commentaires à prendre en compte. L'équipe mozambicaine a fourni 11 pages de corrections suggérées sur cette version. Certaines ont été adoptées par le bureau. Dans sa thèse, la délégation mozambicaine a déclaré que, selon les survivants, la police sud-africaine a fouillé l'avion à la recherche de documents plutôt que de s'occuper des passagers blessés.
Le Mozambique a également fourni un rapport technique préparé par Ron Chippindale du Bureau néo-zélandais des enquêtes sur les accidents aériens, examinant la possibilité de falsifier ou de remplacer le véritable signal VOR de Maputo par un leurre. Ses conclusions étaient qu'il serait "simple" de mettre en place un VOR mobile, mais pour remplacer efficacement le véritable signal, le VOR de Maputo aurait du être désactivé.
L'analyse mozambicaine et les résultats de l'enquête les ont amenés à conclure :
- L'accident est dû à une situation critique provenant du virage à droite en s'éloignant de l'itinéraire prévu.
- Aucune explication de l'écart n'a été acceptée par les trois pays, et de nouveaux éléments de preuve de l'URSS indiquent que l'avion s'est tourné pour suivre un faux signal.
- Les écarts par rapport à la procédure du contrôleur de Maputo et de l'équipage de conduite n'étaient pas les principales causes de l'accident.
- L'enquête doit être poursuivie afin de déterminer l'origine du signal VOR.

### Version soviétique
L'URSS, l'État de fabrication de l'avion, a reçu un brouillon du rapport final et la possibilité d'examiner et de soumettre des commentaires conformément à la convention de l'OACI. Dans ses remarques, l'URSS a réitéré son approbation des informations factuelles convenues précédemment contenues dans le rapport. Toutefois, en ce qui concerne l'analyse, les conclusions et les recommandations qui ont suivi, les Soviétiques ont déclaré que la tâche fondamentale de l'enquête devrait être de déterminer les raisons du virage à 37°, qui « restait non résolu dans le rapport », et que les conclusions du projet fondées sur des erreurs de l'équipage étaient « totalement sans fondement ». Ils ont terminé leurs remarques par un rejet total du rapport, le qualifiant de « sans valeur » et proposant à la place leurs propres analyses et conclusions.
La délégation soviétique a déclaré que la théorie selon laquelle l'équipage avait choisi par erreur le Matsapa VOR était contredite par les réglages connus de l'équipement de navigation de bord et le moment du virage. Elle a affirmé que les données récupérées de l'enregistreur magnétique de données de vol ne correspondaient pas à la trajectoire d'un avion suivant le signal du VOR de Matsapa. L'équipe soviétique a soumis un rapport technique pour étayer sa conviction que le signal du Matsapa VOR n'était pas assez fort au point de virage pour que l'équipement de navigation à bord de l'avion le reçoive efficacement et que l'avion était en dessous de la couverture. du VOR ; le signal du VOR de Matsapa ne pouvait donc pas être à l'origine de la déviation.
Selon les Soviétiques, les autres aides à la navigation à Maputo n'étaient pas assez puissants pour atteindre l'avion et n'étaient donc d'aucune utilité pour l'équipage du vol. Un Boeing 737 de LAM Airlines volant à peu près au même moment que l'avion accidenté a signalé avoir reçu le signal VOR de Maputo anormalement tôt, à une distance d'environ 350 km. Les Soviétiques ont déclaré qu'il s'agissait en fait de la fausse balise leurre qui fonctionnait avec un niveau de signal plus élevé que le VOR authentique de Maputo.
Les soviétiques ont indiqué qu'il y avait eu antérieurement une première alerte du système d'avertissement de proximité du sol (GPWS) environ quatre minutes et demie avant l'impact qui aurait été déclenchée par le signal de la balise VOR leurre, et cette fausse alerte aurait été interprétée par l'équipage comme un dysfonctionnement du GPWS. La réception par l'équipage de l'autorisation d'atterrissage visuel de la part du contrôleur de Maputo impliquait une autorisation de descendre en dessous de 3 000 pieds (914 mètres) conformément aux procédures de l'OACI. Lorsque le GPWS a retenti peu de temps avant l'impact, l'équipage, doutant de sa fiabilité, l'a ignoré et, croyant survoler un terrain peu élevé, a poursuivi sa descente.
Les Soviétiques ont conclu que :
- L'équipement de l'avion a fonctionné avec la précision requise pour un vol en toute sécurité.
- Les qualifications et l'expérience de l'équipage excluaient la possibilité que la déviation par rapport à la trajectoire soit due à un manque de préparation ou à un manque d'attention. L'équipage a été efficace pour surveiller l'avion et maintenir le contact avec le contrôleur de la circulation aérienne de Maputo jusqu'au moment de l'impact.
- L'équipage et le contrôleur étaient préparés pour une approche ILS de la piste 23, mais à 96 km de Maputo, l'avion a tourné de 37° vers la droite. Ce virage était le résultat d'un faux signal VOR situé au-delà de la limite de l'aéroport de Maputo et a entraîné l'avion sur un terrain accidenté et la collision avec le relief. Ce signal, également reçu par un Boeing 737 de LAM Airlines, était le résultat d'une action préméditée.
- Les conditions météorologiques le long de l'itinéraire, à l'aéroport de Maputo et à l'aéroport alternatif n'ont pas entravé le vol et ne sont pas à l'origine de l'issue fatale.

## Théories du complot et enquêtes subséquentes

### Affirmations de l'existence d'une balise leurre
La suspicion d'une fausse balise à Lebombos a été exprimée pour la première fois par des pilotes d'hélicoptères sud-africains le matin suivant l'accident[réf. nécessaire], suivie d'une suggestion similaire dans un appel anonyme à UPI par un officier supposé de la SAAF, un jour plus tard. La remarque spéculative des pilotes a été révélée à Sérgio Vieira, ministre de la sécurité du Mozambique, dans un commentaire imprudent du commissaire de police sud-africain Johann Coetzee. Cependant, ni les équipes mozambicaines ni les russes, ni aucune déclaration de témoin, n'ont fourni de preuves ou d'allégations directes concernant une balise secondaire à la commission Margo. Le projet de rapport de la commission Margo proposait alors le VOR de l'aérodrome de Matsapa, combiné à une erreur du pilote, comme jouant un rôle probable dans la trajectoire suivie par l'avion. La délégation de l'URSS a contesté cela, affirmant que le signal était masqué par les montagnes.
Une rupture des communications a suivi, conduisant le général. Earp de la South African Air Force à autoriser des pilotes militaires à pénétrer dans l'espace aérien du Mozambique pour tester la théorie de Matsapa. Ils sont rentrés avec des confirmations, bien que le rapport final se soit appuyé sur des témoignages supplémentaires de pilotes commerciaux qui ont volé sur la piste du C9-CAA. Ils ont également confirmé des signaux VOR clairs de Matsapa. Le pilote mozambicain Dias, qui a soutenu la théorie de Matsapa, a illustré son interprétation des événements aux autorités mozambicaines lors d'un vol de Lisbonne à Maputo. Les autorités mozambicaines n'ont toutefois pas été convaincues et ont suspendu le contrôleur aérien Antonio Cardoso de Jesus le 5 mai 1998, pour avoir prétendument été soudoyé pour falsifier la balise de l'aéroport de Maputo la nuit du crash.

### Rapport de la Commission de vérité et réconciliation de 2001
Une enquête spéciale sur la mort de Machel a été menée par la Commission de vérité et réconciliation (CVR, en anglais : Truth and Reconciliation Commission). Le rapport, publié en 2001, est disponible sur le site Web de la T&RC, volume 2, page 494. Il a conclu « Les enquêtes menées par la Commission ont soulevé un certain nombre de questions, notamment la possibilité d'une fausse balise et l'absence d'avertissement de la part des autorités sud-africaines. L'affaire nécessite une enquête plus approfondie par une structure appropriée ».
L'enquête de la commission s'est déroulée à huis clos et en l'absence de tout spécialiste de l'aviation. Le témoignage a en outre été mené par un journaliste de radio bien connu plutôt que par un juge. L'enquête n'a trouvé aucune preuve concluante pour étayer ou réfuter l'un ou l'autre des rapports antérieurs. Néanmoins, certains éléments de preuve circonstanciels recueillis par la CVR contredisent un certain nombre de conclusions de la Commission Margo:
- Un ancien officier des renseignements militaires (MI) "Ben" a allégué que Pik Botha et un certain nombre de hauts responsables de la sécurité avaient tenu une réunion le 18 octobre 1986 à Skwamans, une base secrète de la police de sécurité partagée avec des agents du MI à mi-chemin entre Mbuzini et Komatipoort, la veille du crash. Ils sont partis tard dans la nuit dans un petit avion et certains, dont Pik Botha, y sont revenus après le crash[2].
- Le C9-CAA est entré dans une zone militaire et opérationnelle en Afrique du Sud (un espace aérien restreint, qui était présumé être sous surveillance radar). Cependant, aucun avertissement indiquant que l'avion était hors route ou dans l'espace aérien sud-africain n'a été donné à l'avion[3].
- Le compte rendu du Conseil de sécurité de l'État sud-africain (SSC) de janvier 1984 indique que le groupe de travail mozambicain, comprenant le général Jac Buchner et le major Craig Williamson, a discuté de la manière d'aider la RENAMO à renverser le gouvernement FRELIMO du Mozambique.

Le rapport de la CVR conclut que les questions d'une fausse balise et l'absence d'avertissement des autorités sud-africaines nécessitent « une enquête plus approfondie par une structure appropriée ».
Une vidéo de la police en possession de la CVR montre le ministre sud-africain des Affaires étrangères, Pik Botha, disant aux journalistes sur le site du crash que le président Samora Machel et d'autres personnes tuées dans le crash étaient de "très bons amis" du président PW Botha et de lui-même, et que leur mort était donc une tragédie pour l'Afrique du Sud.

### Confession de Hans Louw
En janvier 2003, le Sowetan Sunday World a rapporté qu'un tueur de l'époque de l'apartheid et ancien membre du CCB, Hans Louw, purgeant une peine de vingt-huit ans à la prison de Baviaanspoort près de Pretoria, avait avoué avoir participé à un complot visant à tuer Machel. Une fausse balise de navigation radio aurait été utilisée pour attirer l'avion hors de sa trajectoire, Louw faisant partie d'une équipe de secours présumée pour abattre l'avion s'il ne s'écrasait pas. Le journal a également allégué qu'un autre comploteur, l'ancien rhodésien Edwin Mudingi, membre des Selous Scout, avait soutenu la revendication de Louw. Cependant, après une enquête menée par les Scorpions, une unité de police spéciale sud-africaine, il a été signalé en juillet 2003 et en octobre 2008 qu'ils n'avaient trouvé aucune preuve de complicité sud-africaine,,,,,.
Dans un documentaire télévisé écrit et produit par le journaliste de télévision sud-africain Johann Abrahams, Louw dit : « Donc, lorsque l'avion a atteint cette colline, il était déjà plus bas que 1 000 pieds (305 mètres). Et les roues pour se préparer à atterrir étaient déjà sorties. Donc, le pilote, il y a vingt-deux ans, pensait qu'il atterrissait au Mozambique. » (La mort de Samora Machel dans l'émission Special Assignment de la SABC diffusée le 7 octobre 2008. )
Cependant, les affirmations de Louw ne correspondent pas aux preuves recueillies par l'équipe d'enquête tripartite. Selon le rapport factuel sur les accidents d'avion, signé par l'Afrique du Sud, le Mozambique et l'URSS le 16 janvier 1987, « l'impact s'est produit à 19 h 21 min 39 s[pas clair], dans l'obscurité ». (Rapport factuel sur l'accident d'avion, p. 26)
Le rapport de la commission d'enquête officielle ajoute que « … l'avion a percuté le sol en configuration de vol, train d'atterrissage et volets rentrés et stabilisateur en position de croisière ». (Rapport de la commission, p. 55 (PDF 58)

### Enquête de 2006
Le ministre sud-africain de la Sûreté et de la Sécurité, Charles Nqakula, a annoncé le 2 février 2006 que l'enquête sur le crash de Machel serait rouverte. Il a déclaré aux rapporteurs au Parlement que tous les services juridiques d'Afrique du Sud étaient supposés s'impliquer dans l'enquête, en coopération avec leurs homologues mozambicains,. En octobre 2006, l'enquête aurait dû « être terminée avant la fin de l'année » mais il ne semble pas y avoir d'autres informations disponibles.

## Conséquences

### Anniversaire en 1996
Le 17 octobre, une cérémonie commémorative avec de dépôt de gerbes à Mbuzini et un discours prononcé par Nelson Mandela a été suivie par Graça Machel, veuve de l'ancien président. Mandela a déclaré que le simple mémorial initial était un monument national sud-africain et a salué Machel comme un héros universel dont la vie représentait les idéaux les plus élevés de l'internationalisme et de l'universalité. Mandela a prétendu avec prudence que le déroulement précis des événements ayant mené à la mort de Machel était incertain et évasif, et a répété une promesse antérieure que tout serait mis en œuvre pour établir l'entière vérité,,.

### Monument de 1999

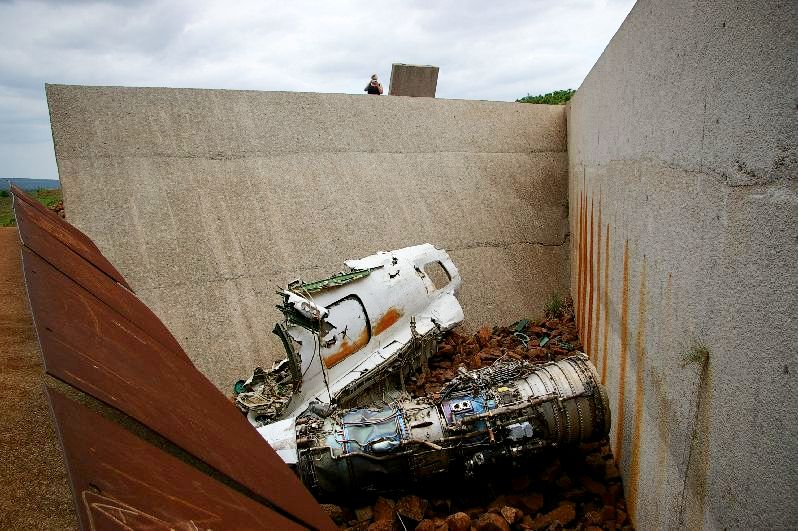
Sections de l'épave de l'appareil, faisant maintenant partie du.

Un monument Samora Machel a été érigé sur le site de l'accident. Conçu par l'architecte mozambicain, Jose Forjaz, pour un coût pour le gouvernement sud-africain de 1,5 million de rands (300 000 USD), le monument comprend 35 sifflets pour symboliser chacune des vies perdues dans le crash aérien. Il a été inauguré le 19 janvier 1999 par Nelson Mandela, son épouse Graça et par le président du Mozambique Joaquim Chissano[réf. nécessaire].
Lors du 20e anniversaire de l'accident du 19 octobre 2006, le président sud-africain Thabo Mbeki a déclaré le mémorial site du patrimoine national. Avant l'événement, le président mozambicain Armando Guebuza, qui a présidé l'enquête mozambicaine en 1986, a réitéré son engagement à découvrir la vérité sur l'incident tandis que le président Mbeki, dans son discours annuel du 3 février 2006, a mentionné qu'il manquait encore une explication satisfaisante. En novembre 2006, Jacob Zuma, alors vice-président de l'ANC, a déclaré que la mort de Machel était étrange.

### Accusations de Nelson Mandela et Graça Machel
Lors de la cérémonie de mariage Mandela-Machel, le 18 juillet 1998, Mandela aurait cependant annoncé que Samora Machel avait été assassinée, sans référence aux conclusions de la commission d'enquête sud-africaine. Graça Machel croit que le crash aérien n'était pas un accident et a tenté de retrouver les assassins présumés de son défunt mari. En mai 1999, Graça Machel a déclaré dans une interview au programme News Maker de SABC TV qu'elle restait convaincue que le gouvernement de l'apartheid était responsable, et a mis au défi l'ancien ministre des Affaires étrangères Pik Botha d'avouer au sujet de la mort de Samora Machel. Botha a répondu dans une interview publique le 16 mai 1999 que bien qu'il ait été l'une des premières personnes sur les lieux et ait été appelé à identifier le corps de Machel, les seuls faits qu'il connaissait sur l'accident étaient les conclusions de la Commission Margo : « "I totally reject any suggestion that I could have been a party to a decision of that nature. It is an extremely sad moment for me. - Pik Botha »

### Conséquences économique
Une étude publiée dans le Quarterly Journal of Economics est parvenue à la conclusion que l'accident avait eu des répercussions immédiates plus larges sur l'économie du Mozambique. Une baisse annuelle de 7,7% du PIB dans le cadre des politiques de nationalisation communiste de Machel, s'est transformée en une croissance moyenne de 2,4% par an sous la démocratie multipartite plus libre pendant le mandat de son successeur, Joaquim Chissano.

### Littérature
La théorie selon laquelle des agents sud-africains étaient impliqués dans la mort de Machel était à la base d'un roman, Blood Safari (alternativement intitulé "Onsigbaar" et traduit en français sous le nom Lemmer, l'Invisible) par l'éminent auteur afrikaans Deon Meyer .